# NGC 7386
NGC 7386 (również PGC 69825 lub UGC 12209) – galaktyka soczewkowata (S0), znajdująca się w gwiazdozbiorze Pegaza. Odkrył ją William Herschel 18 października 1784 roku.